# Куватова, Чемен
Чемен Куватова — советский хозяйственный и государственный деятель, лауреат Государственной премии СССР за выдающиеся достижения в труде.

## Биография
Родилась в 1944 году в Чарджоу. Член КПСС.
В 1961—1991 — чесальщица, оператор чесальных машин Чарджоуской ватной фабрики Министерства легкой промышленности Туркменской ССР.
Делегат XXVI съезда КПСС.
Лауреат Государственной премии Туркменской ССР.
За большой личный вклад в увеличение производства высококачественных товаров народного потребления была в составе коллектива удостоена Государственной премии СССР за выдающиеся достижения в труде 1986 года.
Жила в Чарджоу.

## Награды
- Орден Октябрьской Революции (1981)
- Орден Трудового Красного Знамени (1974)